# 葛岡駅
葛岡駅（くずおかえき）は、宮城県仙台市青葉区郷六（ごうろく）字葛岡下にある、東日本旅客鉄道（JR東日本）仙山線の駅である。

## 歴史
当駅は駅前にある、1991年（平成3年）に竣工したマンション「朝日プラザシティ広瀬の杜」の分譲会社の全額負担により設置された。
当駅開業当初は、愛子・作並発着の列車のみ停車し、山形発着の列車は当駅を全便通過していた（現在は全列車が停車する）。

### 年表
- 1991年（平成3年）3月16日：開業[4][2]。
- 2003年（平成15年）10月26日：ICカード「Suica」の利用が可能となる[5]。
- 2006年（平成18年）12月15日：管理駅が北仙台駅から愛子駅に変更になる。
- 2020年（令和2年）10月1日：愛子駅の業務委託化に伴い、仙台地区センター管理下となる。
- 2023年（令和5年）3月18日：快速列車が仙台・愛子間で各駅停車となり、全列車停車となる。
- 2024年（令和6年）10月1日：えきねっとQチケのサービスを開始[1][6]。

## 駅構造
単式ホーム1面1線を有する地上駅である。仙台市葛岡墓園の南の斜面にあり、ホームへは入口から階段を上る。ホーム上に待合室がある。
仙台地区センター管理の無人駅である。運行頻度が大きい仙台駅 - 愛子駅間では、唯一の無人駅となっている（2024年〈令和6年〉時点）。入口には小さな建物があり、その周囲に簡易Suica改札機と乗車駅証明書発行機（自動精算機対応）が設置されている。
JRの特定都区市内制度における「仙台市内」の駅である。

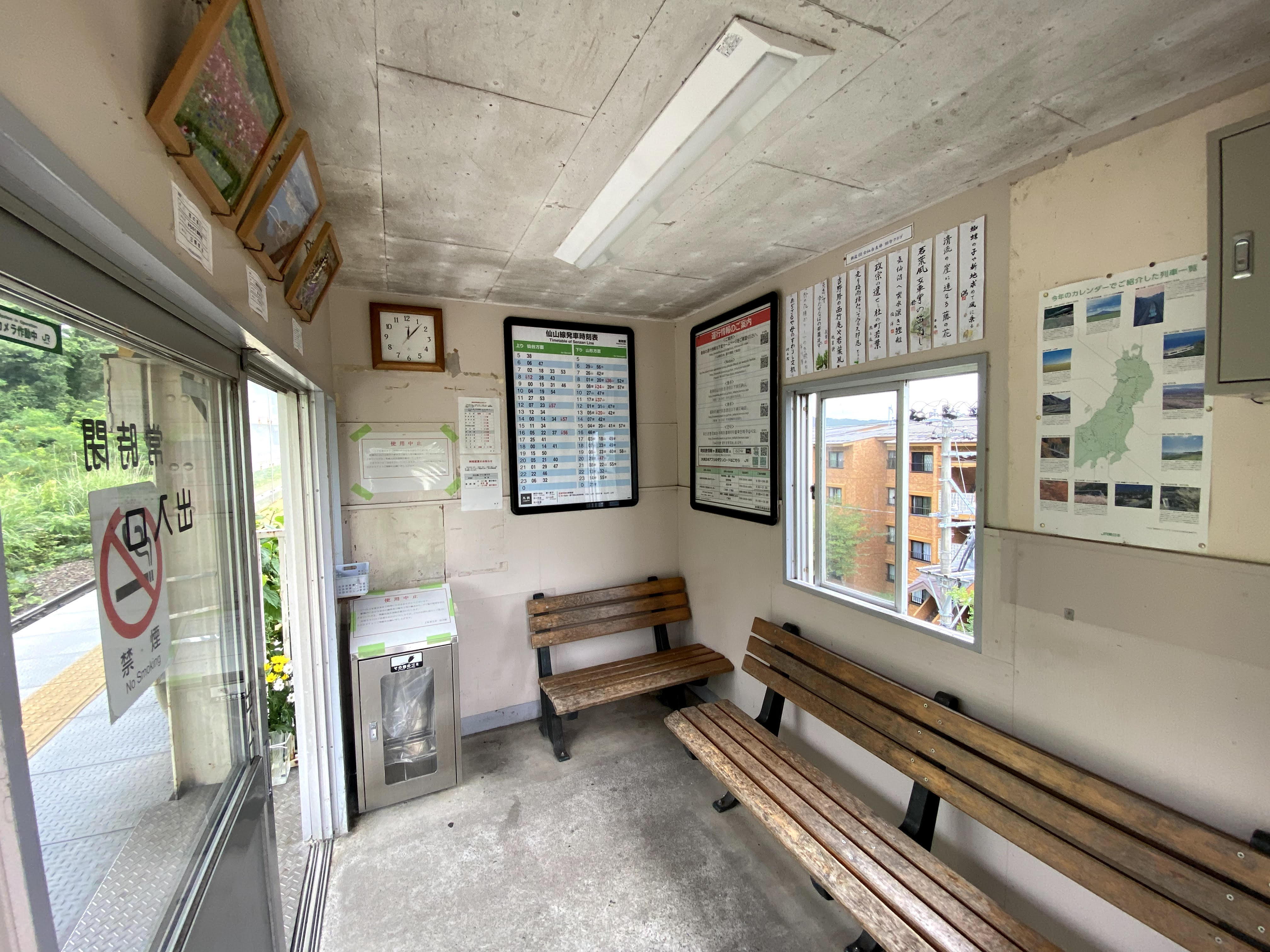
待合室内（2021年7月）
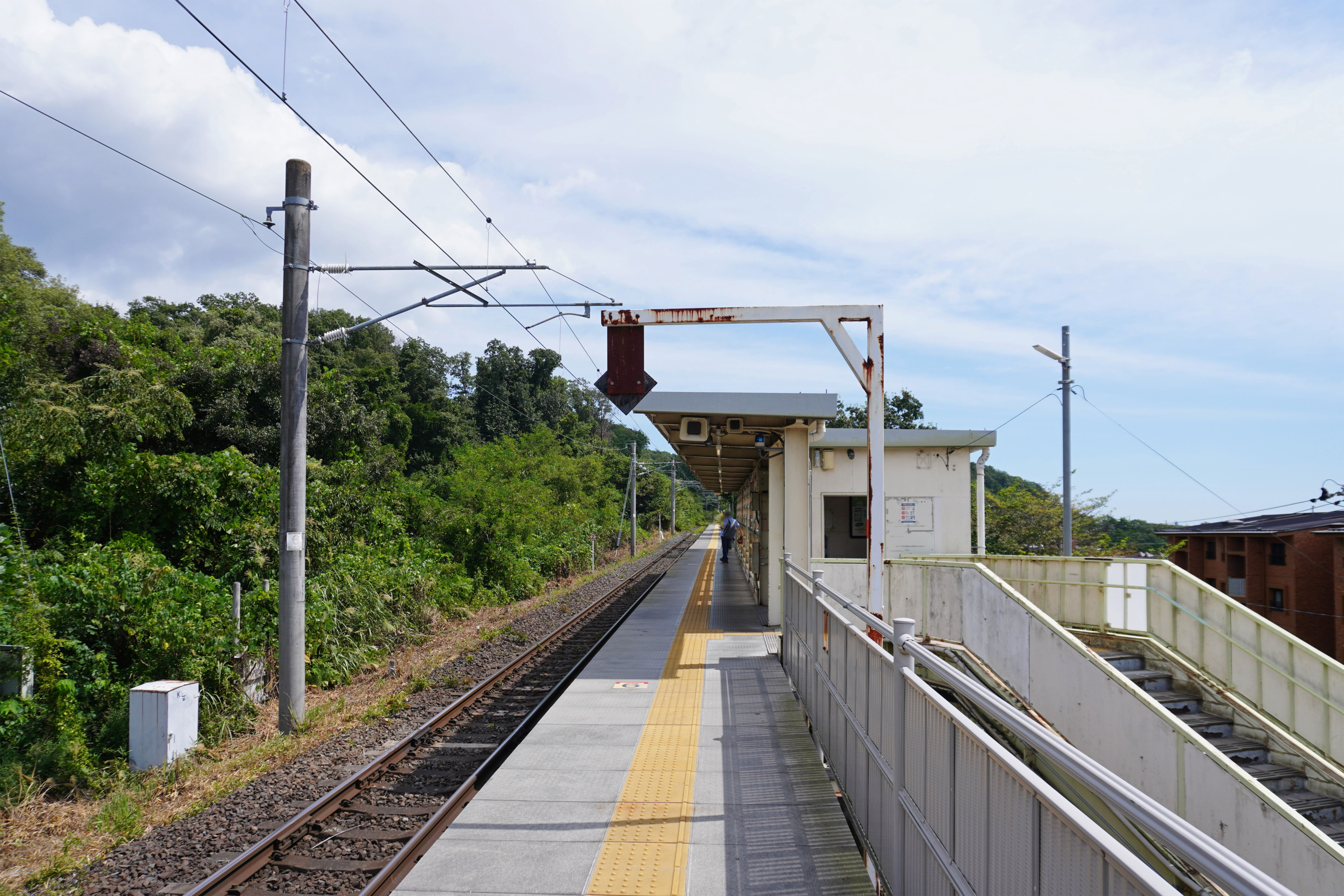
ホーム（2023年9月）

## 利用状況
「仙台市統計書」によると、1998年度（平成10年度）- 2007年度（平成19年度）の1日平均乗車人員の推移は以下のとおりであった。仙山線の中では運行頻度が大きい愛子駅 - 仙台駅間において、当駅は1日平均乗車人員が目立って少ないが、お盆や彼岸には仙台市葛岡墓園を訪れる人が多く利用する。
| 1日平均乗車人員推移 | 1日平均乗車人員推移 | 1日平均乗車人員推移 | 1日平均乗車人員推移 | 1日平均乗車人員推移 |
| 年度                | 普通                | 定期                | 合計                | 出典                |
| ------------------- | ------------------- | ------------------- | ------------------- | ------------------- |
| 1998年（平成10年）  | 125                 | 265                 | 390                 | [ 7 ]               |
| 1999年（平成11年）  | 129                 | 255                 | 384                 | [ 7 ]               |
| 2000年（平成12年）  | 140                 | 269                 | 409                 | [ 7 ]               |
| 2001年（平成13年）  | 134                 | 263                 | 397                 | [ 7 ]               |
| 2002年（平成14年）  | 129                 | 256                 | 385                 | [ 8 ]               |
| 2003年（平成15年）  | 135                 | 287                 | 422                 | [ 8 ]               |
| 2004年（平成16年）  | 141                 | 294                 | 435                 | [ 8 ]               |
| 2005年（平成17年）  | 142                 | 295                 | 437                 | [ 8 ]               |
| 2006年（平成18年）  | 142                 | 277                 | 419                 | [ 8 ]               |
| 2007年（平成19年）  | 144                 | 282                 | 426                 | [ 9 ]               |

## 駅周辺
駅の北に葛岡墓園があり、南東に朝日プラザシティ広瀬の杜というマンション群がある。南には緩い坂を下って広瀬川まで郷六地区の住宅地である。
- 葛岡墓園
- 葛岡清掃工場・TAC葛岡ウォーターパーク
- 広瀬川
- 宮城県道31号仙台村田線（旧国道48号）
- 仙台市営バス「葛岡駅前」停留所

## 隣の駅
東日本旅客鉄道（JR東日本）
■仙山線
□快速・■普通
国見駅 - 葛岡駅 - 陸前落合駅